# Bupleurum mayeri
Bupleurum mayeri là một loài thực vật có hoa trong họ Hoa tán. Loài này được Micevski mô tả khoa học đầu tiên năm 1990.